# Walter Runciman (1. baron Runciman)
Walter Runciman (ur. 6 lipca 1847, zm. 13 sierpnia 1937) – brytyjski armator i polityk liberalny.

## Życiorys
W 1889 roku założył South Shields Shipping Company mająca początkowo siedzibę w South Shields, później w Newcastle. W 1906 roku został baronetem, w 1933 baronem. Był posłem do parlamentu brytyjskiego z ramienia Partii Liberalnej. 
Jego synem był Walter Runciman, 1. wicehrabia Runciman of Doxford, członek Partii Liberalnej i Narodowej Partii Liberalnej, minister w rządach Herberta Henry’ego Asquitha, Ramsaya MacDonalda, Stanleya Baldwina i Neville’a Chamberlaina. Jenym z wnuków zaś Steven Runciman, historyk, mediewista.  